# Пугачёв, Иван Алексеевич
Ива́н Алексе́евич Пугачёв — доктор педагогических наук, доцент, заведующий кафедрой русского языка Инженерной академии РУДН.

## Биография
- 1978 — окончил Университет дружбы народов им.[кого?] Специальность — Филолог. Квалификация — «Преподаватель русского языка и литературы». «Переводчик с французского языка на русский».
- 1978—2004 — ассистент, старший преподаватель, доцент кафедры русского языка № 1 подготовительного факультета РУДН.
- 1984—1987 — аспирант кафедры общего языкознания РУДН.
- 1988 — защитил кандидатскую диссертацию на тему «Словообразовательная парадигма названий лиц в современном русском языке».
- 1993 — присвоено учёное звание доцента по кафедре русского языка.
- 1996 — доктор педагогических наук (специальность — «Теория и методика обучения и воспитания»). Тема диссертации «Интегративная модель профессионально ориентированного обучения русскому языку иностранных бакалавров технического и естественнонаучного профилей».
- 1978—2004 — Российский университет дружбы народов (РУДН), ассистент, старший преподаватель, доцент, профессор, заведующий кафедрой русского языка № 1 Факультета русского языка и общеобразовательных дисциплин.
- 1998—1999 — эксперт-координатор с российской стороны в международной экспертной группе проекта Европейской Комиссии ТАСИС «Повышение способности предоставления мигрантам социальной защиты», проводимого Федеральной миграционной службой РФ.
- 2016 — защитил докторскую диссертацию на тему «Интегративная модель профессионально ориентированного обучения русскому языку иностранных бакалавров технического и естественнонаучного профилей».
- 2004 — по настоящее время Российский университет дружбы народов (РУДН), заведующий кафедрой русского языка Инженерной академии.

### Преподавание
Профессор А. И. Пугачёв ведёт практические занятия по русскому языку как иностранному со студентами-иностранцами в группах 1—4-го курсов, читает лекционно-практический курс «Риторика и основы коммуникации» у бакалавров инженерного, экологического факультетов и факультета естественных физико-математических наук.
Автор пособий:
- Этноориентированная методика в поликультурном преподавании русского языка иностранцам: монография. — М. : РУДН, 2011;
- Формирование межкультурной компетенции: монография. — М. : РУДН, 2013;
- Профессионально ориентированное обучение русскому языку как иностранному: теория, практика, технологии: монография. — М. : РУДН, 2016;
- Продолжаем изучать русский: учебник (в соавт.). — М. : Рус яз, 1999, 2000, 2001, 2004, 2006;
- Разговоры о жизни: учебный комплекс по развитию речи для иностранцев (в соавт.). — М. : Рус. яз. Курсы, 2014, 2015, 2016, 2017;
- Русский язык как иностранный. Культура речевого общения. Учебник для академического бакалавриата (в соавт.). — М. : Юрайт, 2016, 2017.

## Наука
- Создание интегративной модели профессионально ориентированного обучения русскому языку иностранных бакалавров технического и естественнонаучного профилей.
- Разработка и внедрение в практику интегративной лингводидактической модели профессионально ориентированного обучения.

## Научные интересы
- Национально ориентированное обучение русскому языку как иностранному.
- Профессионально ориентированное обучение иностранных учащихся технического и естественнонаучного профилей.
- Методика межкультурного образования средствами русского языка как иностранного.
- Новые технологии обучения русскому зыку как родному и как иностранному, социокультурная адаптация иностранных учащихся в России.

## Список публикаций
- Пугачёв И. А. Этноориентированная методика в поликультурном преподавании русского языка как иностранного: монография. — М. : РУДН, 2013. — 284 с.
- Пугачёв И. А. Формирование межкультурной компетенции: невербальные средства коммуникации: монография. — М. : РУДН, 2013. — 93 с.
- Пугачёв И. А. Профессионально ориентированное обучение русскому языку как иностранному: теория, практика, технологии: монография. — М. : РУДН, 2016. — 483 с.
- Marina Georgievna SERGEEVA; Ivan Alexeevich PUGACHEV; Marina Borisovna BUDILTSEVA; Irina Yuryevna VARLAMOVA; Natalya Stepanovna NOVIKOVA;Tatyana Nikolayevna STANILOVSKAY // Marketing services of professional educational organizations as a tool tointeract between the labor and educational services markets Servicios de marketing de organizaciones educativas profesionales como herramienta para interactuar entre los mercados laborales y de servicios educativos. — Received: 01/04/2018 • Approved: 20/04/2018
- Пугачёв И. А., Будильцева М. Б., Варламова И. Ю. Адаптация иностранных учащихся к условиям обучения в российском вузе: комплексный подход. — Вестник Российского университета дружбы народов. Серия: Вопросы образования: языки и специальность. — М. : РУДН, 2018.- т. 15, № 2, — С. 225—235.
- Пугачёв И. А., Будильцева М. Б., Варламова И. Ю., Новикова Н. С. Обучение русскому языку как иностранному в аспекте лингвоориентированной методики: монография. — Москва: РУДН, 2018. — 143 с.
- Marina G. Sergeeva, Ivan A. Pugachev, Marina B. Budiltseva, Irina Yu. Varlamova , Natalya S. Novikova, Natalia V. Genina. The importance of mathematical sciences in the development of future specialists’ potential in socioeconomic researching. // Revista ESPACIOS. ISSN 0798-1015. Vol. 39 (Nº 21). — Pp.27-38 (Q2).
- Marina Georgievna Sergeeva , Ivan Alexeevich Pugachev , Marina Borisovna Budiltseva, Irina Yuryevna Varlamova , Natalya Stepanovna Novikova , Tatyana Nikolayevna Stanilovskaya. Marketing services of professional educational organizations as a tool to interact between the labor and educational services markets. — ISSN 0798-1015. — Revista ESPACIOS. Vol. 39 (# 21). — Pp.42- 53 (Q2).
- Marina Bulavina, Victoria Kurilenko, Yulia Biryukova, Ivan Pugachev, Kristina Akhnina. Anonymity Strategy in Telegram Communication (Russian Segment). — Information: An International Interdisciplinary Journal. Volume 21, № 4. — Department of Information and Communication Engineering, HanBat National University, Daejeon, Korea. — Pp. 1359—1365 (Q1)
- Biryukova Yu., Pugachyov I., Makarova M., Pestushko N., Molchanova I. Massive Open Online Course (MOOC) as an Innovative Means of Professional-Communicative Linguistic Educational Program for Training Foreign Doctors and Pharmacists. — 5th Internacional Multidisciplinary Scientific Conference on SOCIAL SCIENCES and ARTS. SGEM 2018. CONFERENCE PROCEEDINGS. VOLUME 5. 19-21 March. — Vienna, Austria. — Pp.307-317.
- Пугачёв И. А., Яркина Л. П. Повышение эффективности обучения русскому языку иностранных студентов путем обеспечения преемственности между его довузовским и вузовским этапами. — Актуальные проблемы изучения гуманитарных наук. Межвузовский сборник научных статей. The actual problems оf study of humanities interuniversity collection of scientific articles. — Азербайджан, Баку. — № 2. — ISSN 2221-8432. — С. 167—172 (ВАК АР).
- Пугачёв И. А., Варламова И. Ю., Будильцева М. Б. Лингвоориентированное обучение произношению иностранных студентов на среднем этапе // Известия Балтийской государственной академии рыбопромыслового флота: психолого-педагогические науки: научный рец. журнал. — Калининград: БГАРФ, 2018. Вып.1(43). -С.112-121.
- Сергеева М. Г., Пугачёв И. А., Самохин И. С. Роль педагогической студии в повышении квалификационного уровня школьного педагога. — Проблемы современного педагогического образования. Гуманитарно-педагогическая академия (филиал) Федерального государственного образовательного учреждения высшего образования «Крымский федеральный университет имени В. И. Вернадского» (Ялта). 2018. № 58-2. — С.225—228.
- Пугачёв И. А., Балыхина Т. М. , Хилькевич С. В. Инновации в преподавании русского языка как государственного в полиэтнической учебной аудитории. — Сб.: Материалы Всероссийского научно-практического семинара для учителей общеобразовательных организаций, работающих в классах с полиэтническим составом учащихся. — М. : РУДН, 2018. — С. 168—177.
- Пугачёв И. А., Будильцева М. Б., Варламова И. Ю. Интонационный минимум в обучении дискуссионному общению. — Актуальные проблемы изучения гуманитарных наук. Межвузовский сборник научных статей. — Азербайджан, Баку. № 2. ISSN 2221-8432 — С. 172—178 (ВАК АР).
- Будильцева М. Б., Варламова И. Ю., Пугачёв И. А. Учёт интерференции в практике преподавания русской речевой культуры студентам- иностранца. — М. — Русский язык на перекрёстке эпох: традиции и инновации в русистике. III Международная научно-практическая конференция, Посвященная 20- летию РАУ 24-26 сентября 2017 г. Сборник научных статей. — Ереван: изд-во РАУ. — С.213—222 (ВАК РА).
- Пугачёв И. А., Карапетян Н. Г. Об обучении иностранных студентов-нефилологов основам методики преподавания русского языка. Проблемы преподавания филологических дисциплин иностранным учащимся: Сборник материалов V Международной научно-методической конференции. — Воронеж: Научная книга, 2018. — С.126-131.